# Trisha Yearwood

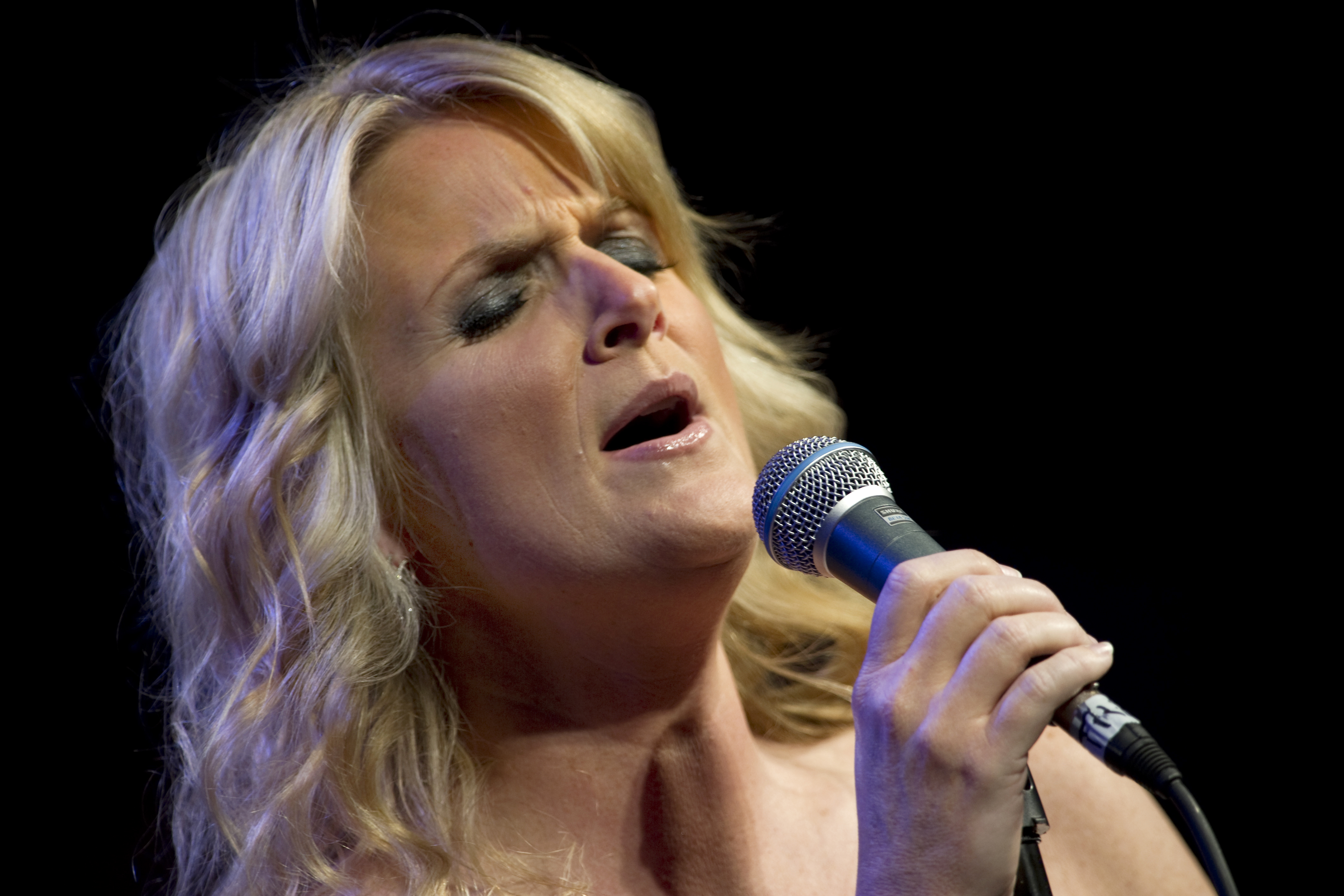
Trisha Yearwood (2010)

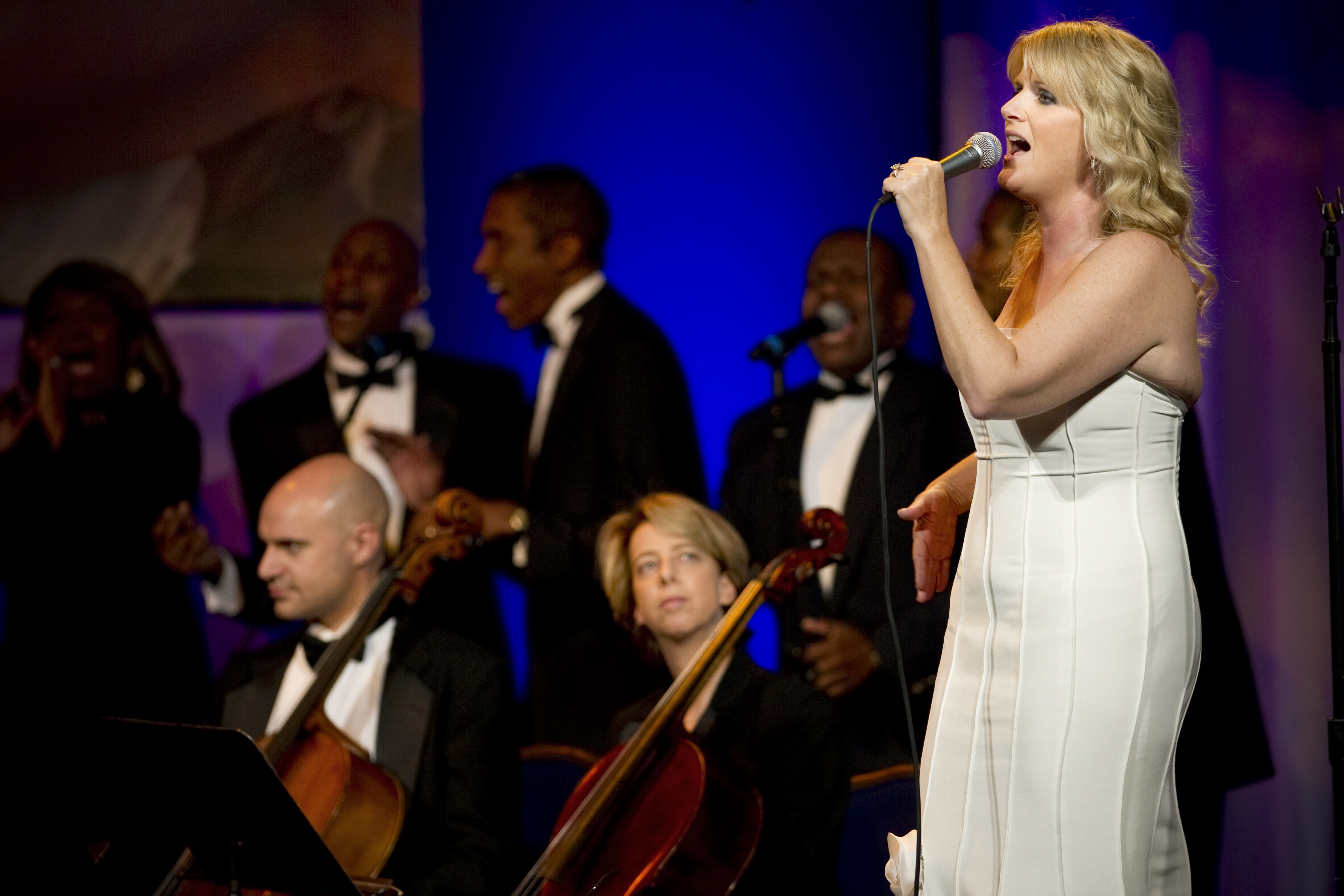
Trisha Yearwood (2010)

Trisha Yearwood (* 19. September 1964 als Patricia Lynn Yearwood in Monticello, Georgia) ist eine mehrfach mit dem Grammy ausgezeichnete US-amerikanische Countrysängerin, die bislang 16 Millionen Alben verkaufte. Mit 19 Top-10-Hits, fünf davon auf Platz eins, gehört sie zu den erfolgreichsten Countrysängerinnen der 1990er Jahre. Im Standardwerk Top Country Songs 1944-2005 wird sie für dieses Jahrzehnt auf Platz zwei hinter Reba McEntire gelistet.

## Biografie

### Karriere
Ihr Vater Jack Yearwood war ein bekannter Bankier. Trisha studierte Musik und arbeitete später für eine Plattenfirma in Nashville. Im Jahre 1991 erschien ihre Debütsingle She’s in Love with the Boy und sie tourte als Opener mit dem Countrysänger Garth Brooks. Das Lied brachte ihr auf Anhieb den Durchbruch. Yearwood stand für zwei Wochen auf Platz eins der Country-Charts. Es folgten die Nummer-eins-Hits XXX’s and OOO’s (An American Girl) (1994), Thinkin’ About You (1995), Believe Me Baby (I Lied) (1996) und Perfect Love (1998). Der größte Erfolg war jedoch ihre Version von How Do I Live, 1997 ihr einziger Top-40-Hit in den amerikanischen Pop- und Platz zwei in den Country-Charts. Yearwood wurde hierfür mit dem Grammy ausgezeichnet. Sie durfte die von Diane Warren geschriebene Ballade darüber hinaus live bei der Oscarverleihung 1998 präsentieren, denn der Titel war Teil des Soundtracks zu Con Air und für den besten Filmsong nominiert. How Do I Live war auch einer der neuen Songs auf Yearwoods erfolgreichsten Album (Songbook) A Collection of Hits (1997), das sich alleine in den USA über vier Millionen Mal verkaufte.
Yearwood hatte auch danach noch einige Hits, darunter mit ihrem späteren Ehemann Garth Brooks (In Another’s Eyes, Where Your Road Leads). Letztmals stand Yearwood mit I Would’ve Loved You Anyway 2001 in den Top-10 der Country-Charts. Ihre Hit-Karriere ließ deutlich nach und auch die Abstände zwischen den Alben wurden immer größer. Yearwood suchte sich daher andere Betätigungsfelder. Sie versuchte sich unter anderem als Schauspielerin. Zwischen 2002 und 2005 war sie in der Fernsehserie JAG – Im Auftrag der Ehre in einer Gastrolle als Pathologin Teresa „Terri“ Coulter zu sehen.
Sehr erfolgreich sind ihre Kochshow Trisha’s Southern Kitchen, die mit dem Emmy ausgezeichnet wurde und ihre drei Kochbücher.

### Privatleben
Trisha Yearwood war von 1987 bis 1991 mit Christopher Latham verheiratet. Die 1994 mit Robert Reynolds (Ex-Mitglied bei The Mavericks) geschlossene Ehe wurde 1999 geschieden. Am 10. Dezember 2005 heiratete sie schließlich Garth Brooks, mit dem sie zu diesem Zeitpunkt schon gut 25 Jahre immer wieder zusammengearbeitet hatte.

## Diskografie

### Studioalben
| Jahr | Titel                                   | Höchstplatzierung, Gesamtwochen, AuszeichnungChartplatzierungen (Jahr, Titel, Platzierungen, Wochen, Auszeichnungen, Anmerkungen) | Höchstplatzierung, Gesamtwochen, AuszeichnungChartplatzierungen (Jahr, Titel, Platzierungen, Wochen, Auszeichnungen, Anmerkungen) | Höchstplatzierung, Gesamtwochen, AuszeichnungChartplatzierungen (Jahr, Titel, Platzierungen, Wochen, Auszeichnungen, Anmerkungen) | Höchstplatzierung, Gesamtwochen, AuszeichnungChartplatzierungen (Jahr, Titel, Platzierungen, Wochen, Auszeichnungen, Anmerkungen) | Anmerkungen                                                                                  |
| Jahr | Titel                                   | CH | UK | US | Country | Anmerkungen                                                                                  |
| ---- | --------------------------------------- | --- | --- | --- | --- | -------------------------------------------------------------------------------------------- |
| 1991 | Trisha Yearwood                         | — | — | US31 ×2Doppelplatin · (83 Wo.)US                                                                                                  | Country2 (142 Wo.)Country | Erstveröffentlichung: 2. Juli 1991 Produzent: Garth Fundis                                   |
| 1992 | Hearts in Armor                         | — | — | US46 Platin · (46 Wo.)US | Country12 (75 Wo.)Country | Erstveröffentlichung: 1. September 1992 Produzent: Garth Fundis                              |
| 1993 | The Song Remembers When                 | — | — | US40 Platin · (20 Wo.)US | Country6 (31 Wo.)Country | Erstveröffentlichung: 26. September 1993 Produzent: Garth Fundis                             |
| 1994 | The Sweetest Gift                       | — | — | US105 Gold · (6 Wo.)US | Country17 (10 Wo.)Country | Erstveröffentlichung: 13. September 1994 Produzent: Garth Fundis                             |
| 1995 | Thinkin’ About You                      | — | — | US28 Platin · (24 Wo.)US | Country3 (51 Wo.)Country | Erstveröffentlichung: 14. Februar 1995 Produzenten: Garth Fundis, Harry Stinson              |
| 1996 | Everybody Knows                         | — | — | US52 Gold · (16 Wo.)US | Country6 (53 Wo.)Country | Erstveröffentlichung: 27. August 1996 Produzent: Garth Fundis                                |
| 1998 | Where Your Road Leads                   | CH50 (1 Wo.)CH | UK36 (3 Wo.)UK | US33 Platin · (25 Wo.)US | Country3 (75 Wo.)Country | Erstveröffentlichung: 14. Juli 1998 Produzenten: Tony Brown, Trisha Yearwood, Allen Reynolds |
| 2000 | Real Live Woman                         | — | UK79 (2 Wo.)UK | US27 Gold · (12 Wo.)US | Country4 (38 Wo.)Country | Erstveröffentlichung: 28. März 2000 Produzenten: Garth Fundis, Trisha Yearwood               |
| 2001 | Inside Out                              | — | — | US29 Gold · (19 Wo.)US | Country1 (60 Wo.)Country | Erstveröffentlichung: 5. Juni 2001 Produzenten: Mark Wright, Trisha Yearwood                 |
| 2005 | Jasper County                           | — | — | US4 Gold · (19 Wo.)US | Country1 (35 Wo.)Country | Erstveröffentlichung: 13. September 2005 Produzent: Garth Fundis                             |
| 2007 | Heaven, Heartache and the Power of Love | — | — | US30 (7 Wo.)US | Country10 (43 Wo.)Country | Erstveröffentlichung: 13. November 2007 Produzent: Garth Fundis                              |
| 2016 | Christmas Together                      | — | — | US7 (13 Wo.)US | Country1 (23 Wo.)Country | Erstveröffentlichung: 11. November 2016 mit Garth Brooks                                     |
| 2018 | Let’s Be Frank                          | — | — | — | — | Erstveröffentlichung: 15. Februar 2018                                                       |
| 2019 | Every Girl                              | — | — | US57 (1 Wo.)US | Country5 (2 Wo.)Country | Erstveröffentlichung: 30. August 2019                                                        |

### Kompilationen
| Jahr | Titel                           | Höchstplatzierung, Gesamtwochen, AuszeichnungChartplatzierungen (Jahr, Titel, Platzierungen, Wochen, Auszeichnungen, Anmerkungen) | Höchstplatzierung, Gesamtwochen, AuszeichnungChartplatzierungen (Jahr, Titel, Platzierungen, Wochen, Auszeichnungen, Anmerkungen) | Höchstplatzierung, Gesamtwochen, AuszeichnungChartplatzierungen (Jahr, Titel, Platzierungen, Wochen, Auszeichnungen, Anmerkungen) | Anmerkungen |
| Jahr | Titel                           | UK | US | Country | Anmerkungen |
| ---- | ------------------------------- | --- | --- | --- | --- |
| 1997 | (Songbook) A Collection of Hits | UK81 Silber · (2 Wo.)UK | US4 ×4Vierfachplatin · (54 Wo.)US                                                                                                 | Country1 (104 Wo.)Country | Erstveröffentlichung: 26. August 1997 Produzenten: Tony Brown, Garth Fundis, Allen Reynolds, Harry Stinson, Trisha Yearwood |
| 2007 | Greatest Hits                   | — | US22 (5 Wo.)US | Country2 (37 Wo.)Country | Erstveröffentlichung: 11. September 2007 Produzenten: Tony Brown, Garth Fundis, Harry Stinson, Mark Wright, Trisha Yearwood |
| 2008 | Love Songs                      | — | — | Country35 (6 Wo.)Country | Erstveröffentlichung: 15. Januar 2008 Produzenten: Andy McKaie, Garth Fundis, Mark Wright, Tony Brown, Trisha Yearwood      |
| 2010 | Icon: Trisha Yearwood           | — | — | Country69 (6 Wo.)Country | Erstveröffentlichung: 31. August 2010                                                                                       |
| 2014 | PrizeFighter: Hit After Hit     | — | US33 (2 Wo.)US | Country7 (14 Wo.)Country | Erstveröffentlichung: 17. November 2014 Produzenten: Garth Fundis, Mark Miller, Allen Reynolds                              |
| 2016 | Gunslinger / Christmas Together | — | US21 (6 Wo.)US | Country3 (7 Wo.)Country | Erstveröffentlichung: 18. November 2016 mit Garth Brooks                                                                    |

Weitere Kompilationen
- 2006: The Collection (2 CDs)
- 2013: Ballads
- 2014: Icon 2

### EPs
| Jahr | Titel      | Höchstplatzierung, Gesamtwochen, AuszeichnungChartplatzierungen (Jahr, Titel, Platzierungen, Wochen, Auszeichnungen, Anmerkungen) | Höchstplatzierung, Gesamtwochen, AuszeichnungChartplatzierungen (Jahr, Titel, Platzierungen, Wochen, Auszeichnungen, Anmerkungen) | Anmerkungen                         |
| Jahr | Titel      | US | Country | Anmerkungen                         |
| ---- | ---------- | --- | --- | ----------------------------------- |
| 2025 | The Mirror | US190 (1 Wo.)US | Country38 (1 Wo.)Country | Erstveröffentlichung: 27. Juni 2025 |

### Singles als Leadmusikerin
| Jahr | Titel Album                                                               | Höchstplatzierung, Gesamtwochen, AuszeichnungChartplatzierungen (Jahr, Titel, Album, Platzierungen, Wochen, Auszeichnungen, Anmerkungen) | Höchstplatzierung, Gesamtwochen, AuszeichnungChartplatzierungen (Jahr, Titel, Album, Platzierungen, Wochen, Auszeichnungen, Anmerkungen) | Höchstplatzierung, Gesamtwochen, AuszeichnungChartplatzierungen (Jahr, Titel, Album, Platzierungen, Wochen, Auszeichnungen, Anmerkungen) | Anmerkungen |
| Jahr | Titel Album                                                               | UK | US | Country | Anmerkungen |
| --- | ------------------------------------------------------------------------- | --- | --- | --- | --- |
| 1991 | She’s in Love with the Boy Trisha Yearwood                                | — | US— ×2DoppelplatinUS | Country1 (20 Wo.)Country | Erstveröffentlichung: März 1991 Autor: Jon Ims |
| 1991 | Like We Never Had a Broken Heart Trisha Yearwood                          | — | — | Country4 (20 Wo.)Country | Erstveröffentlichung: 9. September 1991 mit Garth Brooks Autoren: Pat Alger, Garth Brooks                                                                          |
| 1991 | That’s What I Like About You Trisha Yearwood                              | — | — | Country8 (20 Wo.)Country | Erstveröffentlichung: 21. Dezember 1991 Autoren: Kevin Welch, John Hadley, Wally Wilson Original: James House, 1990                                                |
| 1992 | The Woman Before Me Trisha Yearwood                                       | — | — | Country4 (20 Wo.)Country | Erstveröffentlichung: 23. März 1992 Autor: Jude Johnstone |
| 1992 | Wrong Side of Memphis Hearts in Armor                                     | — | — | Country5 (20 Wo.)Country | Erstveröffentlichung: 8. August 1992 Autoren: Gary Harrison, Matraca Berg                                                                                          |
| 1992 | Walkaway Joe Hearts in Armor                                              | — | US— GoldUS | Country2 (20 Wo.)Country | Erstveröffentlichung: 2. November 1992 mit Don Henley Autoren: Vince Melamed, Greg Barnhill                                                                        |
| 1993 | You Say You Will Hearts in Armor                                          | — | — | Country12 (20 Wo.)Country | Erstveröffentlichung: 1. März 1993 Autoren: Beth Nielsen Chapman, Verlon Thompson                                                                                  |
| 1993 | Down on My Knees Hearts in Armor                                          | — | — | Country19 (20 Wo.)Country | Erstveröffentlichung: 7. Juni 1993 Autor: Beth Nielsen Chapman |
| 1993 | The Song Remembers When                                                   | — | US82 (9 Wo.)US | Country2 (20 Wo.)Country | Erstveröffentlichung: 12. Oktober 1993 Autor: Hugh Prestwood |
| 1994 | Better Your Heart Than Mine The Song Remembers When                       | — | — | Country21 (20 Wo.)Country | Erstveröffentlichung: 5. Februar 1994 Autoren: Lisa Angelle, Andrew Gold                                                                                           |
| 1994 | XXX’s and OOO’s (An American Girl) Thinkin’ About You                     | — | US— GoldUS | Country1 (20 Wo.)Country | Erstveröffentlichung: 24. Juni 1994 Autoren: Matraca Berg, Alice Randall                                                                                           |
| 1995 | Thinkin’ About You                                                        | — | — | Country1 (20 Wo.)Country | Erstveröffentlichung: 3. Januar 1995 Autoren: Tom Shapiro, Bob Regan                                                                                               |
| 1995 | You Can Sleep While I Drive Thinkin’ About You                            | — | — | Country23 (15 Wo.)Country | Erstveröffentlichung: 29. April 1995 Autor und Original: Melissa Etheridge, 1989                                                                                   |
| 1995 | I Wanna Go Too Far Thinkin’ About You                                     | — | — | Country9 (20 Wo.)Country | Erstveröffentlichung: 31. Juli 1995 Autoren: Kent Robbins, Layng Martine Jr.                                                                                       |
| 1995 | On a Bus to St. Cloud Thinkin’ About You                                  | — | — | Country59 (8 Wo.)Country | Erstveröffentlichung: November 1995 Autor: Gretchen Peters |
| 1996 | Believe Me Baby (I Lied) Everybody Knows                                  | — | — | Country1 (20 Wo.)Country | Erstveröffentlichung: 19. Mai 1996 Autoren: Angelo Petraglia, Kim Richey, Larry Gottlieb                                                                           |
| 1996 | Everybody Knows                                                           | — | — | Country3 (20 Wo.)Country | Erstveröffentlichung: 28. Oktober 1996 Autoren: Matraca Berg, Gary Harrison                                                                                        |
| 1997 | I Need You Everybody Knows                                                | — | — | Country36 (13 Wo.)Country | Erstveröffentlichung: Februar 1997 Autoren: Jess Brown, Wendell Mobley                                                                                             |
| 1997 | How Do I Live (Songbook) A Collection of Hits                             | UK66 (2 Wo.)UK | US23 (12 Wo.)US | Country2 (20 Wo.)Country | Erstveröffentlichung: 27. Mai 1997 vom Soundtrack des Films Con Air Grammy (Best Female Country Vocal Performance) Autor: Diane Warren Original: LeAnn Rimes, 1997 |
| 1997 | In Another’s Eyes (Songbook) A Collection of Hits                         | — | — | Country2 (20 Wo.)Country | Erstveröffentlichung: 18. August 1997 mit Garth Brooks Grammy (Best Country Collaboration with Vocals) Autoren: Garth Brooks, Bobby Wood, John Peppard             |
| 1998 | Perfect Love (Songbook) A Collection of Hits                              | — | — | Country1 (20 Wo.)Country | Erstveröffentlichung: 12. Januar 1998 Autoren: Sunny Russ, Stephony Smith                                                                                          |
| 1998 | There Goes My Baby Where Your Road Leads                                  | — | US93 (2 Wo.)US | Country2 (23 Wo.)Country | Erstveröffentlichung: 28. April 1998 Autoren: Annie Roboff, Arnie Roman                                                                                            |
| 1998 | Where Your Road Leads                                                     | — | — | Country18 (20 Wo.)Country | Erstveröffentlichung: 7. September 1998; mit Garth Brooks Autoren: Victoria Shaw, Desmond Child Original: Victoria Shaw, 1995                                      |
| 1998 | Powerful Thing Where Your Road Leads                                      | — | US50 (12 Wo.)US | Country6 (20 Wo.)Country | Erstveröffentlichung: 16. November 1998 Autoren: Al Anderson, Sharon Vaughn                                                                                        |
| 1999 | I’ll Still Love You More Where Your Road Leads                            | — | US65 (12 Wo.)US | Country10 (25 Wo.)Country | Erstveröffentlichung: 26. April 1999 Autor: Diane Warren |
| 2000 | Real Live Woman                                                           | — | US81 (6 Wo.)US | Country16 (20 Wo.)Country | Erstveröffentlichung: Januar 2000 Autor: Bobbie Cryner |
| 2000 | You’re Where I Belong Real Live Woman (Reissue)                           | — | — | Country71 (1 Wo.)Country | Erstveröffentlichung: Januar 2000 Autor: Diane Warren |
| 2000 | Where Are You Now Real Live Woman                                         | — | — | Country45 (13 Wo.)Country | Erstveröffentlichung: Juni 2000 Autoren: Kim Richey, Mary Chapin Carpenter                                                                                         |
| 2001 | I Would’ve Loved You Anyway Inside Out                                    | — | US44 (20 Wo.)US | Country4 (31 Wo.)Country | Erstveröffentlichung: 2. April 2001 Autoren: Mary Danna, Troy Verges                                                                                               |
| 2001 | Inside Out                                                                | — | — | Country31 (19 Wo.)Country | Erstveröffentlichung: November 2001 mit Don Henley Autoren: Bryan Adams, Gretchen Peters                                                                           |
| 2001 | Squeeze Me In Inside Out                                                  | — | — | Country20 (20 Wo.)Country | Erstveröffentlichung: November 2001 mit Garth Brooks Autoren: G. Nicholson, D. McClinton                                                                           |
| 2002 | I Don’t Paint Myself into Corners Inside Out                              | — | — | Country47 (6 Wo.)Country | Erstveröffentlichung: Juli 2002 |
| 2005 | Georgia Rain Jasper County                                                | — | US78 (9 Wo.)US | Country15 (24 Wo.)Country | Erstveröffentlichung: 25. April 2005 Autoren: Ed Hill, Karyn Rochelle                                                                                              |
| 2005 | Trying to Love You Jasper County                                          | — | — | Country52 (7 Wo.)Country | Erstveröffentlichung: November 2005 Autoren: Beth Nielsen Chapman, Bill Lloyd                                                                                      |
| 2007 | Heaven, Heartache and the Power of Love                                   | — | — | Country19 (20 Wo.)Country | Erstveröffentlichung: 30. Juli 2007 Autoren: Clay Mills, Tia Sillers                                                                                               |
| 2008 | This Is Me You’re Talking To Heaven, Heartache and the Power of Love      | — | — | Country25 (25 Wo.)Country | Erstveröffentlichung: 14. Januar 2008 Autor: Tommy Lee James, Karyn Rochelle                                                                                       |
| 2008 | They Call It Falling for a Reason Heaven, Heartache and the Power of Love | — | — | Country54 (7 Wo.)Country | Erstveröffentlichung: Juli 2008 |
| 2016 | What I’m Thankful For (The Thanksgiving Song) Christmas Together          | — | — | Country50 (1 Wo.)Country | Erstveröffentlichung: 2016 mit Garth Brooks & James Taylor |
| 2019 | Every Girl in This Town Every Girl                                        | — | — | Country49 (1 Wo.)Country | Erstveröffentlichung: 6. Juni 2019 |
| 2020 | Shallow –                                                                 | — | — | Country27 (33 Wo.)Country | Erstveröffentlichung: 2020 mit Garth Brooks |
| Folgende Lieder erschienen nicht als Single, wurden aber durch das Album zum Download und Streaming bereitgestellt und konnten somit eine Platzierung erlangen: |                                                                           | | | | |
| |                                                                           | | | | |
| 1994 | It Wasn’t His Child The Sweetest Gift                                     | — | — | Country60 (4 Wo.)Country | Autor: Skip Ewing |
| 1999 | Reindeer Boogie The Sweetest Gift                                         | — | — | Country63 (1 Wo.)Country | Autoren:H. Snow, C. Faircloth, C. Volkmar |

Weitere Singles
- 1996: A Lover Is Forever
- 1998: That Ain’t the Way I Heard It
- 2015: I Remember You

### Singles als Gastmusikerin
| Jahr | Titel Album                               | Höchstplatzierung, Gesamtwochen, AuszeichnungChartplatzierungen (Jahr, Titel, Album, Platzierungen, Wochen, Auszeichnungen, Anmerkungen) | Höchstplatzierung, Gesamtwochen, AuszeichnungChartplatzierungen (Jahr, Titel, Album, Platzierungen, Wochen, Auszeichnungen, Anmerkungen) | Anmerkungen |
| Jahr | Titel Album                               | US | Country | Anmerkungen |
| --- | ----------------------------------------- | --- | --- | --- |
| 1994 | I Fall to Pieces Rhythm Country and Blues | — | Country72 (2 Wo.)Country | Erstveröffentlichung: Mai 1994 mit Aaron Neville Grammy (Best Country Collaboration with Vocals) Autoren: Hank Cochran, Harlan Howard Original: Patsy Cline, 1961 |
| 2005 | Love Will Always Win The Lost Sessions    | — | Country23 (11 Wo.)Country | Erstveröffentlichung: Januar 2006; mit Garth Brooks Autoren: G. Kennedy, W. Kirkpatrick                                                                           |
| 2008 | Another Try Everything Is Fine            | US96 (3 Wo.)US | Country15 (26 Wo.)Country | Erstveröffentlichung: Januar 2008 Josh Turner feat. Trisha Yearwood Autoren: Chris Stapleton, Jeremy Spillman                                                     |
| 2013 | Silent Night Wrapped in Red               | — | Country39 (4 Wo.)Country | Erstveröffentlichung: Dezember 2013 Kelly Clarkson feat. Reba McEntire und Trisha Yearwood                                                                        |
| Folgende Lieder erschienen nicht als Single, wurden aber durch das Album zum Download und Streaming bereitgestellt und konnten somit eine Platzierung erlangen: |                                           | | | |
| |                                           | | | |
| 1998 | Wild as the Wind Double Live              | — | Country60 (1 Wo.)Country | Garth Brooks feat. Trisha Yearwood |
| 1999 | Santa on the Rooftop A Rosie Christmas    | — | Country63 (1 Wo.)Country | Rosie O’Donnell feat. Trisha Yearwood |

### Videoalben
- 1993: The Song Remembers When - A Live Concert Performance

### Promoveröffentlichungen
- 1996: Hit Disc
- 1997: Home for the Holidays (mit dem London Symphony Orchestra, Weihnachtsalbum)

## Auszeichnungen für Musikverkäufe
| Goldene Schallplatte - Indonesien - 1999: für das Album (Songbook) A Collection of Hits - Kanada - 1992: für das Album Trisha Yearwood - 1994: für das Album The Song Remembers When - 1998: für das Album Where Your Road Leads - 2016: für das Album Christmas Together - Malaysia - 1999: für das Album (Songbook) A Collection of Hits - Philippinen - 1999: für das Album (Songbook) A Collection of Hits - Taiwan - 1999: für das Album (Songbook) A Collection of Hits - Thailand - 1999: für das Album (Songbook) A Collection of Hits | Platin-Schallplatte - Australien - 1999: für das Album (Songbook) A Collection of Hits - Kanada - 1993: für das Album Hearts in Armor 2× Platin-Schallplatte - Australien - 1998: für die Single How Do I Live - Kanada - 1997: für das Album (Songbook) A Collection of Hits |

Anmerkung: Auszeichnungen in Ländern aus den Charttabellen bzw. Chartboxen sind in ebendiesen zu finden.
| Land/RegionAuszeichnungen für Musikverkäufe (Land/Region, Auszeichnungen, Verkäufe, Quellen) | Silber  | Gold       | Platin       | Verkäufe   | Quellen         |
| -------------------------------------------------------------------------------------------- | ------- | ---------- | ------------ | ---------- | --------------- |
| Australien (ARIA)                                                                            | —       | —          | 3× Platin3   | 210.000    | aria.com.au     |
| Indonesien (ASIRI)                                                                           | —       | Gold1      | —            | 25.000     | Einzelnachweise |
| Kanada (MC)                                                                                  | —       | 4× Gold4   | 3× Platin3   | 490.000    | musiccanada.com |
| Malaysia (RIM)                                                                               | —       | Gold1      | —            | 15.000     | Einzelnachweise |
| Philippinen (PARI)                                                                           | —       | Gold1      | —            | 20.000     | Einzelnachweise |
| Taiwan (RIT)                                                                                 | —       | Gold1      | —            | 25.000     | Einzelnachweise |
| Thailand (TECA)                                                                              | —       | Gold1      | —            | 25.000     | Einzelnachweise |
| Vereinigte Staaten (RIAA)                                                                    | —       | 7× Gold7   | 12× Platin12 | 15.500.000 | riaa.com        |
| Vereinigtes Königreich (BPI)                                                                 | Silber1 | —          | —            | 60.000     | bpi.co.uk       |
| Insgesamt                                                                                    | Silber1 | 16× Gold16 | 18× Platin18 |            |                 |

## Filmografie
- 1994: Dr. Quinn – Ärztin aus Leidenschaft (Dr. Quinn, Medicine Woman, Fernsehserie, eine Folge)
- 1998–2002: JAG – Im Auftrag der Ehre (JAG, Fernsehserie, sechs Folgen)

## Auszeichnungen
- CMA-Awards: 1997 und 1998: Female Vocalist of the Year
- ACM-Awards: 1991 Top New Female Vocalist und 1997 Top Female Vocalist
- Grand Ole Opry: Aufgenommen am 13. März 1999

Grammy-Awards
- 1994 – Best Country Collaboration with Vocals – I Fall to Pieces mit Aaron Neville
- 1998 – Best Female Country Vocal Performance
- 1998 – Best Country Collaboration with Vocals – In Another’s Eyes mit Garth Brooks